# الإمبراطور نورتون
جوشوا أبراهام نورتون (بالإنجليزية: Joshua Abraham Norton) (مواليد 1818 - 8 يناير 1880) كما يعرف باسم الإمبراطور نورتون الأول كان رجلا مدنيا في سان فرانسيسكو نصَّب نفسه امبراطورا على الولايات المتحدة، ثم منح نفسه لقبا ثانيا وتولى منصب «حامي المكسيك» في عام 1859.
ولد نورتون في إنجلترا وأمضى معظم طفولته في جنوب أفريقيا. هاجر إلى سان فرانسيسكو في عام 1849 بعد تلقي منحة قيمتها 40000 دولار من أملاك والده، وعمل في البداية كرجل أعمال إلا أنه ما لبث أن خسر ثروته في الاستثمار في الأرز البيروفي.
غادر نورتون سان فرانسيسكو بعد إفلاسه، ليعود إليها بعد أعوام معلنا نفسه امبراطورا على الولايات المتحدة في سبتمبر 1859.
بالرغم من عدم وجود أي قوة سياسية رسمية له، إلا أنه كان يُعامل معاملة تفضيلية في سان فرانسيسكو، وأصدرت عملات تحمل اسمه وكانت تقبل في المؤسسات التي كان يتردد عليها. مع أن البعض اعتبره مجنونا أو غريبا إلا أن سكان سان فرانسيسكو احتفلوا بحضرته الملكي وإعلاناته، مثل أمره بأن يحلّ الكونغرس الأميركي بقوة، ومراسمه العديدة الداعية إلى بناء جسر يربط بين سان فرانسيسكو وأوكلاند وحفر نفق مقابل تحت خليج سان فرانسيسكو. بعد وفاته بكثير، بُني هيكلان مثل هذين اللذين دعا إلى بنائهما، ألا وهما جسر خليج سان فرانسيسكو-أوكلاند والأنبوب العابر للخليج، وشُهدت حملات عديدة لإعادة تسمية الجسر باسم «جسر الإمبراطور نورتون.»

## حياته
أشار علماء النسب والباحثون الأخرون إلى أن والدا نورتون كانا جون نورتون (توفي في أغسطس 1848) وسارة نوردين وهما من أصل إنكليزي يهودي. كان الأب مزارعاً وتاجراً، والأم كانت ابنة إبراهيم نوردين وأخت بنيامين نوردين، تاجران يهوديان ناجحان. انتلقت العائلة إلى جنوب أفريقيا في أوائل 1820 كجزء من برنامج مستعمرة حكومية مدعومة حيث المشاركون عرفوا باسم مستعمرون 1820.
أغلب الظن أن نورتون ولد في بلدة كنت، دتفورد إنكلترا، وهي جزء من مدينة لندن اليوم.